# Squadrone eliportato carabinieri cacciatori "Puglia"
Lo Squadrone Carabinieri Eliportato "Cacciatori Puglia" è un'unità specializzata dell'Arma dei Carabinieri, di stanza presso l'Aeroporto Amendola di Foggia, in Puglia, creata 
per rendere più efficace il controllo delle aree più impervie della regione e contrastare le attività della mafia garganica e di tutta la provincia di Foggia.

## Storia
Viene istituito il 5 settembre 2018, su autorizzazione del Ministero della Difesa, dal Comando generale dell'Arma dei Carabinieri, al fine di rendere più efficace il dispositivo dell’Arma nelle aree più impervie della Regione Puglia, esercitando una capillare azione di controllo del territorio mediante perlustrazioni e appiattamenti, battute e rastrellamenti, posti di blocco, posti di ascolto e controllo, vigilanza e pattugliamenti eliportati, ricerca di catturandi.

## Compiti e funzioni
Lo Squadrone potrà essere impiegato in attività di contrasto al traffico e alla produzione di sostanze stupefacenti, con particolare riferimento alle coltivazioni di piantagioni in aree isolate, e di supporto ai reparti speciali che operano in materia ambientale.
Inoltre, per particolari esigenze operative o particolari situazioni di emergenza, lo Squadrone potrà concorrere ad integrare temporaneamente il dispositivo dell'Arma in altre Regioni e a rafforzare i servizi svolti dai Comandi territoriali, con aliquote di forza di entità variabile.
Ulteriore concorso potrà essere dato nelle operazioni di soccorso in caso di pubbliche calamità, come primo e tempestivo intervento, e nelle attività di ricerca e soccorso di persone disperse in zone impervie.

## Mezzi
Lo squadrone si avvale, oltre agli elicotteri, di vari veicoli fuoristrada come:
Isuzu D-Max e
Land Rover Defender 110.

## Addestramento
Gli aspiranti operatori del reparto sono inviati presso il Reparto addestrativo del Reggimento carabinieri "Tuscania", onde seguire un corso della durata di quattro settimane, che li abiliti alle tecniche operative in piccoli nuclei all'interno di zone impervie ed in totale autonomia operativa e logistica. La fase successiva, sempre di quattro settimane, si svolge invece in Calabria, presso lo squadrone eliportato carabinieri cacciatori "Calabria".
Terminata la seconda fase, l'operatore del reparto continuerà un intenso ciclo addestrativo per tutto il suo periodo di attività in qualità di "Cacciatore".

## Ambito operativo
I "Cacciatori" dei Carabinieri sono rivolti principalmente alla lotta al crimine organizzato. L'elevato profilo professionale del reparto scaturisce da un'accurata specializzazione del personale, anche ai fini di una diversificazione operativa, ed è in sintonia con uno standard d'intervento tipicamente militare, principalmente secondo due modalità: penetrazione nel territorio con "infiltrazioni" diurne e notturne e appiattamenti mirati ad interventi diretti da posti di osservazione e allarme notturno.
L'unità operativa minima dello squadrone è costituita dalla squadra, responsabile di una propria zona d'operazione, nella maggior parte dei casi corrispondente al territorio controllato da una famiglia criminale dominante. Ogni squadra può venire impiegata in due modalità principali: missioni autonome o S.A.T. (Supporto all'arma territoriale).